# Seweryn Rymaszewski
Seweryn Rymaszewski (ur. 8 stycznia 1882, zm. 19 listopada 1920 w Maciejuńcach) – podpułkownik piechoty Wojska Polskiego, działacz niepodległościowy.

## Życiorys
Urodził się 8 stycznia 1882. W czasie I wojny światowej walczył w szeregach 32 Krzemieńczukskiego Pułku Piechoty, w stopniu sztabskapitana . 10 sierpnia 1914 dostał się do niewoli .
25 października 1918 został przyjęty przez Radę Regencyjną do Wojska Polskiego, jako były oficer armii rosyjskiej zwolniony z obozu jeńców i mianowany kapitanem z patentem z 23 sierpnia 1915. W czerwcu 1919 został przydzielony z Dowództwa Okręgu Generalnego Łódź do Wojennej Szkoły Sztabu Generalnego w Warszawie, w charakterze słuchacza I kursu. 4 grudnia 1919, po ukończeniu kursu, został zaliczony do korpusu oficerów Sztabu Generalnego.
11 czerwca 1920 został zatwierdzony w stopniu podpułkownika, w piechocie, w grupie oficerów byłych Korpusów Wschodnich i byłej armii rosyjskiej. Pełnił wówczas służbę w Oddziale V Sztabu Ministerstwa Spraw Wojskowych w Warszawie. 18 października 1920 objął dowództwo Grodzieńskiego Pułku Strzelców. Poległ 19 listopada 1920 we wsi Maciejuńce, położonej nad rzeką Szyrwinta. W czasie walki został trzykrotnie ranny, a później dobity bagnetami przez Litwinów. Pochowany na cmentarzu Na Rossie.
Był żonaty z Zofią, która 17 maja 1939 z miejsca swego zamieszkania w Młynowie, powiatu dubieńskiego, wysłała podanie do Ministerstwa Spraw Wojskowych z prośbą „o łaskawe wystąpienie do Kapituły Virtuti Militari o nagrodzenie ś.p. mego męża Krzyżem Virtuti Militari”. 5 czerwca 1939 ppłk piech. Stanisław Kordziński z rozkazu szefa Biura Personalnego Ministerstwa Spraw Wojskowych przesłał podanie Zofii Rymaszewskiej szefowi Biura Kapituły Orderu Wojennego Virtuti Militari zaznaczajac, że „ś.p. ppłk Rymaszewski (...) w ewidencji odznaczonych Krzyżem Walecznych (...) nie jest notowany”. 27 czerwca 1939 szef Biura Kapituły płk dypl. Bronisław Rakowski, w odpowiedzi na podanie Zofii Rymaszewskiej napisał: „sprawy odznaczeń orderem woj[ennym]. «Virtuti Militari» należały wyłącznie do kompetencji właściwych dowódców i zostały zakończone w roku 1922. Obecnie nadsyłane prywatne prośby o nadanie tego odznaczenia – Biuro Kapituły pozostawia bez rozpatrzenia”.
Informacja o odznaczeniu Orderem pojawiła się w 1928, w opracowaniu Jerzego Dąbrowskiego zatytułowanym „Zarys historji wojennej ...”, a w 2 połowie lat 30. XX wieku w inskrypcji nagrobka: Ś. + P. / SEWERYN / RYMASZEWSKI / P. PUŁKOWNIK I D-CA GRO - / DZIEŃSKIEGO P. STRZ. KA - / WALER KRZYŻA / VIRTUTTI MILITARI "V KL! / POLEGŁ ŚMIERCIĄ BOHA - / TERSKĄ W OBRONIE OJCZY - / ZNY, POD MACIEJUŃCAMI / 19. XI. 20 R. / UKOCHANEMU D - CY / OFICEROWIE I SZEREGOWI //.

## Ordery i odznaczenia
- Medal Niepodległości – pośmiertnie 23 grudnia 1933 „za pracę w dziele odzyskania niepodległości”[15][16]
- Krzyż Zasługi Wojsk Litwy Środkowej nr 68 - pośmiertnie 3 marca 1926[17]